# Unitats de mesura de Mesopotàmia

Metrologia sumèria

Les unitats de mesura de Mesopotàmia es van originar en les poc organitzades ciutats estat de les primeres dinasties de Sumer. Cada ciutat, regne i gremi de comerç tenia els seus estàndards propis fins a la formació de l'imperi accadi, quan Sargon va emetre, per conveni, un estàndard comú. Aquest estàndard va ser millorat per Naram-Sin, però va caure en desús després que l'imperi accadi es dissolgués. L'estàndard de Naram-Sin va ser readoptat durant la tercera dinastia d'Ur a l'Himne a Nanše, que va reduir la plètora d'estàndards diversos a uns pocs, acordats entre agrupacions comunes. Alguns dels successors de la civilització sumèria, com ara els babilonis, els assiris i els perses, van continuar utilitzant aquestes agrupacions. La metrologia accadiosumèria ha estat reconstruïda aplicant mètodes estadístics per comparar l'arquitectura sumèria, els plànols arquitectònics i els estàndards oficials emesos, com l'estàtua B de Gudea o el colze de bronze de Nippur.

## Sistema arcaic

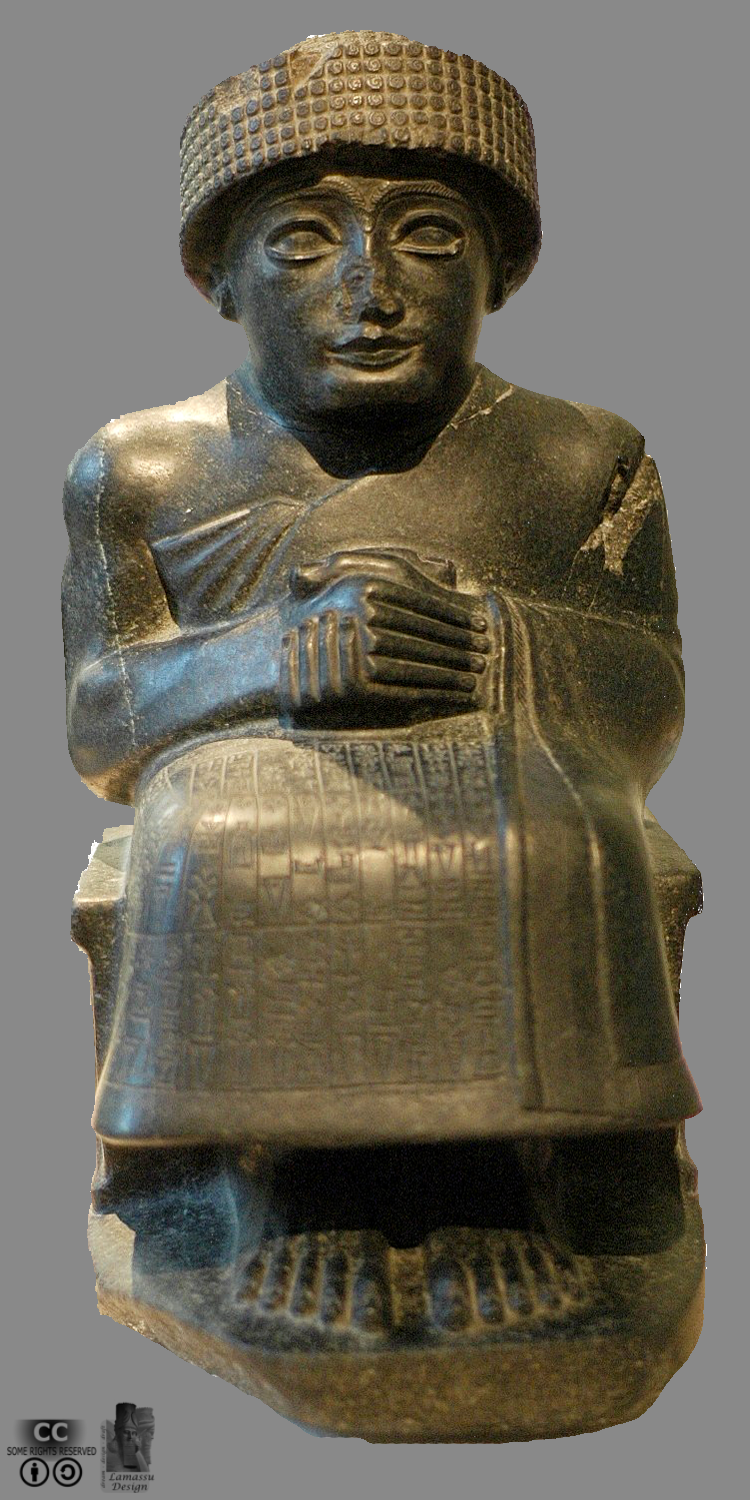
Primera estàtua de Gudea, esculpida en diorita

Els sistemes que més tard esdevindrien l'estàndard clàssic per a Mesopotàmia van ser desenvolupats en paral·lel amb l'escriptura durant el període d'Uruk (cap al 4000 a.C.). Els estudis que s'han fet sobre l'escriptura cuneïforme indiquen fins a dotze sistemes de comptar diferents usats a Uruk.
- Sistema sexagesimal S usat per comptar els esclaus, els animals, el peix, els objectes de fusta o de pedra i els receptacles.
- Sistema sexagesimal S' utilitzat per comptar els animals morts i certs tipus de cervesa.
- Sistema bisexagesimal B usat per comptar els cereals, el pa, el peix i els productes lactis.
- Sistema bisexagesimal B*  per comptar les racions.
- Sistema GAN₂ G utilitzat per mesurar els camps.
- Sistema ŠE Š utilitzat per mesurar el volum d'ordi.
- Sistema ŠE Š' utilitzat per mesurar el volum de malt.
- Sistema ŠE Š" utilitzat per mesurar el volum de blat.
- Sistema ŠE Š*  utilitzat per mesurar la sèmola d'ordi.
- Sistema EN E usat per mesurar pesos.
- Sistema U₄ U usat per mesurar el temps.
- Sistema DUGb Db utilitzat per mesurar el volum de llet.
- Sistema DUGc Db utilitzat per mesurar el volum de cervesa.

En les primeres dinasties sumèries (aproximadament del 2900 al 2300 abans de Crist) la metrologia i les matemàtiques eren indiscernibles i es tractaven com una sola disciplina dins de l'escriptura. La idea dels nombres abstractes encara no existia, per això totes les quantitats van ser escrites com a símbols metrològics i mai com a nombres seguits pel símbol d'una unitat. Per exemple, hi havia un símbol per a «1 ovella» i un altre per a «1 dia», però cap símbol per a l'«1» genèric. Aproximadament hi havia uns 600 símbols metrològics d'aquesta mena, per això la metrologia sumèria arcaica és tan complexa i difícil d'entendre. En general, però, la longitud, el volum i la massa deriven d'un cub teòric estàndard, anomenat gur, ple d'ordi, blat, aigua o oli. La massa d'un cub gur, anomenada gun₂, es defineix com el pes que pot carregar un ase. Tanmateix, a causa de les diferents densitats relatives d'aquestes substàncies i de les bases numèriques duals (sexagesimal o decimal), es van arribar a usar múltiples mides del cub gur sense acord previ. Els diferents cubs gur es relacionen mitjançant una proporció, basada en un cub gur d'aigua, segons quatre coeficients bàsics i les seves arrels cúbiques. Aquests coeficients de la manera següent:
- Komma = {\displaystyle 80/81} correcció de les racions quan es té en compte que un any és de 360 dies
- Leimma = {\displaystyle 24/25} conversió del sistema de numeració decimal al sistema sexagesimal
- Diesis = {\displaystyle 15/16}
- Euboic = {\displaystyle 5/6}

Un estàndard de mesures del sistema arcaic usat oficialment pel govern era el Colze de Nippur (2650 a.C.). Aquest estàndard és la referència principal que han fet servir els arqueòlegs per reconstruir el sistema.

## Sistema clàssic

El cub gur reial de Naram-Sin

Es va produir una millora important de tot plegat el 2150 a.C. durant l'imperi accadi sota el regnat de Naram-Sin, quan els diversos sistemes que coexistien van ser unificats en un únic estàndard oficial: el cub gur reial. La reforma del rei accadi es considera el primer sistema estandarditzat de mesures a Mesopotàmia. El cub gur reial (en escriptura cuneïforme: LU2.GAL.GUR, 𒈚𒄥; en accadi: šarru kurru) era un ortoedre teòric d'aigua d'aproximadament 6 m × 6 m × 0,5 m del qual es podien derivar la resta d'unitats. Els neosumeris van continuar usant el cub gur, com així ho indica l'Himne a Nanše, escrit el 2000 a.C. durant el regnat de Gudea. L'ús del mateix estàndard el van continuar fent servir els babilonis, els assiris i l'imperi persa.

### Longitud
Les unitats de longitud porten com a prefix el logograma DU (𒁺), una convenció del sistema arcaic del qual va evolucionar. La longitud bàsica va ser utilitzada en l'arquitectura i per mesurar i dividir els camps.
| gra   | 1/180 | še        | uţţatu  | 𒊺   |
| dit   | 1/30  | šu-si     | ubānu   | 𒋗𒋛  |
| peu   | 2/3   | šu-du₃-un | šīzu    | 𒋗𒆕𒀀 |
| colze | 1     | kuš₃      | ammatu  | 𒌑   |
| passa | 2     | ĝiri₃     | šēpu    | 𒈨𒊑  |
| cana  | 6     | gi        | qanû    | 𒄀   |
| vara  | 12    | nindan    | nindanu | 𒃻   |
| corda | 120   | eše₂      | aslu    | 𒂠   |

Les unitats de distància eren geodèsiques i es distingien de les unitats de longitud no geodèsiques. La geodèsia sumèria dividia la latitud en set zones entre l'equador i el pol.
| vara   | 1/60 | nidan | nindanu | 𒃻  |
| corda  | 1/6  | eše₂  | aslu    | 𒂠  |
| cap    | 1    | uš    | uš      | 𒍑  |
| llegua | 30   | da-na | bêru    | 𒁕𒈾 |

### Superfície
El sistema arcaic GAN₂ G va evolucionar fins a utilitzar-se per mesurar superfícies. Una unitat especial per mesurar la quantitat de maons segons la superfície que ocupaven va ser l'anomenat «jardí de maons» (en escriptura cuneïforme: SIG.SAR 𒊬𒋞; en sumeri: šeg12-sar; en accadi: libittu-mūšaru), on hi cabien 720 maons.
| Unitats de superfície | Unitats de superfície | Unitats de superfície | Unitats de superfície | Unitats de superfície | Unitats de superfície | Unitats de superfície |
| Unitat                | Proporció             | Dimensions            | Sumeri                | Accadi                | Cuneïforme            |                       |
| --------------------- | --------------------- | --------------------- | --------------------- | --------------------- | --------------------- | --------------------- |
| sicle                 | 1/60                  | 1 kuš₃ × 1 kuš₃       | gin₂                  | šiqlu                 | 𒂆                     |                       |
| jardí                 | 1                     | 12 kuš₃ × 12 kuš₃     | sar                   | mūšaru                | 𒊬                     |                       |
| quart de camp         | 5                     | 60 kuš₃ × 60 kuš₃     | uzalak                | ?                     | 𒀺                     |                       |
| mig camp              | 10                    | 120 kuš₃ × 60 kuš₃    | upu                   | ubû                   | 𒀹𒃷                    |                       |
| camp                  | 100                   | 60 ĝiri₃ × 60 ĝiri₃   | iku                   | ikû                   | 𒃷                     |                       |
| finca                 | 1.800                 | 3 eše₂ × 6 eše₂       | bur                   | būru                  | 𒁓                     |                       |

### Volum
El volum o capacitat es mesurava tant pel sistema ŠE Š per a sòlids com pel sistema ŠE Š*  per a líquids.
| sicle    | 1/60 | gin₂      | šiqlu    | 𒂆   |
| bol      | 1    | sila₃     | qû       | 𒋡   |
| vas      | 10   | ban₂      | sutū     | 𒑏   |
| barcella | 60   | ba-ri₂-ga | parsiktu | 𒁀𒌷𒂵 |
| cub gur  | 300  | gur       | kurru    | 𒄥   |

### Massa

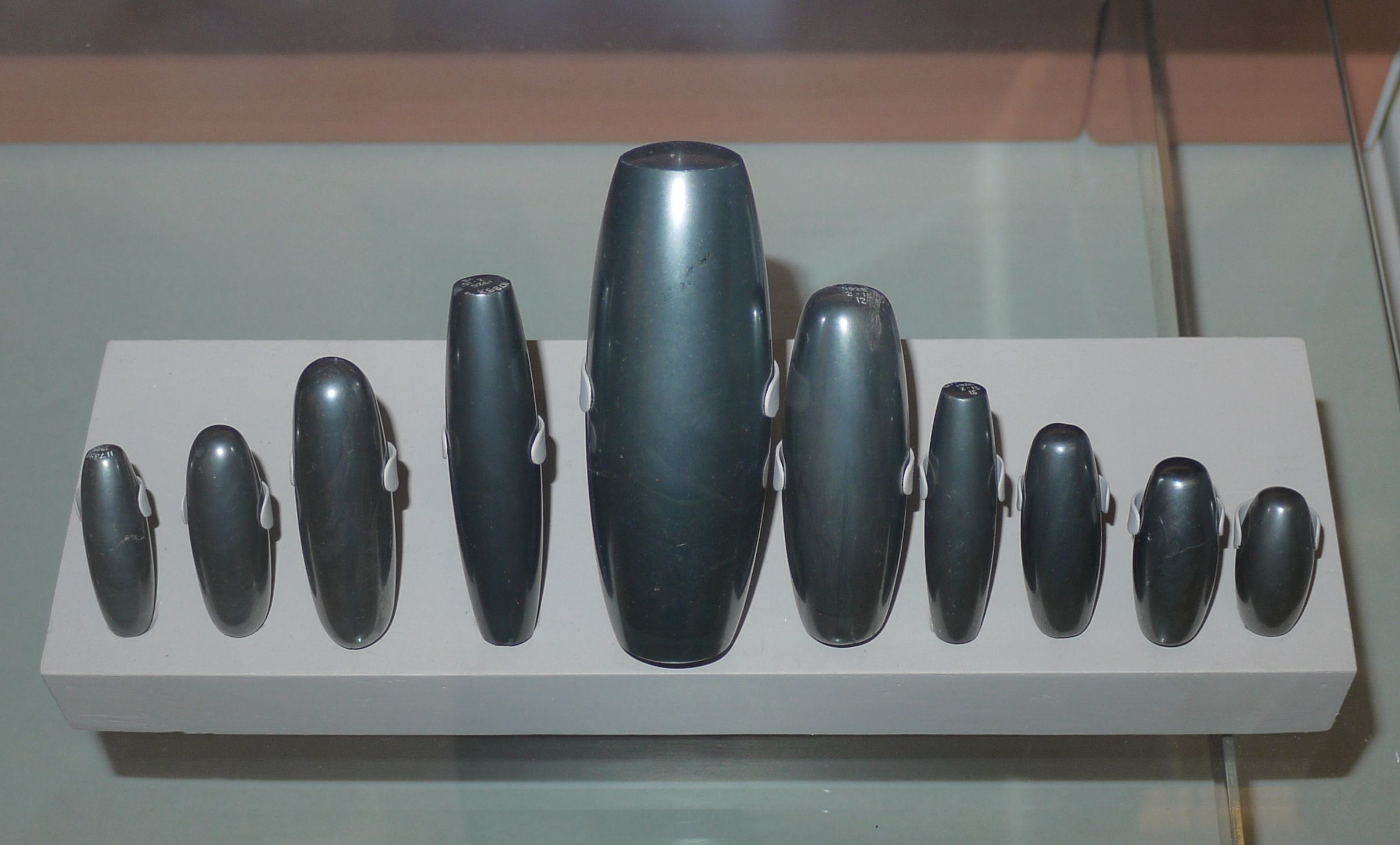
Conjunt d'antics pesos babilònics que varien d'1 mina a 3 sicles

La massa es mesurava amb el sistema EN E.
Els valors de sota són una mitjana dels pesos que s'usaven a Ur i Nippur. El valor després del símbol ± representa la desviació estàndard. Tots els valors han estat arrodonits al segon dígit de la desviació estàndard.
| Unitats de massa | Unitats de massa | Unitats de massa | Unitats de massa | Unitats de massa | Unitats de massa | Unitats de massa |
| Unitat           | Proporció        | Valor mitjà      | Sumeri           | Accadi           | Cuneïforme       |                  |
| ---------------- | ---------------- | ---------------- | ---------------- | ---------------- | ---------------- | ---------------- |
| gra              | 1/180            | 46.6 mg ±1,9 mg  | še               | uţţatu           | 𒊺                |                  |
| sicle            | 1                | 8.40 g ±0,34 g   | gin₂             | šiqlu            | 𒂆                |                  |
| lliura           | 60               | 504 g ±20 g      | ma-na            | manû             | 𒈠𒈾               |                  |
| càrrega          | 3600             | 30,2 kg ±1,2 kg  | gun₂             | biltu            | 𒄘                |                  |

### Temps
La notació del temps del sistema arcaic va ser escrita en el sistema U₄ U. Hi havia diversos calendaris basats en la lluna i el sol; tanmateix, va ser el calendari civil de la ciutat sagrada de Nippur (tercera dinastia d'Ur) el que es va adoptar a Babilònia com a calendari civil. El calendari de Nippur data del 3500 a.C. i es basava en coneixements astronòmics anteriors, d'origen incert. Els cicles astronòmics principals que es van utilitzar per construir el calendari eren el mes sinòdic, l'any equinoccial i el dia sideri.
| geš    | 1/360 | mu-eš | geš   | 𒈬𒍑 |
| guaita | 1/12  | da-na | bêru  | 𒂆  |
| dia    | 1     | ud    | immu  | 𒌓  |
| mes    | 30    | itud  | arhu  | 𒌗  |
| any    | 360   | mu    | šattu | 𒈬  |

## Relació amb altres metrologies
El sistema clàssic mesopotami va ser la base de la metrologia elamita, hebrea, d'Urartu, hurrita, hitita, ugarítica, fenícia, babilònica, assíria, persa, àrab i islàmica. Aquest sistema també té una certa relació, a causa dels estàndards comercials, amb la metrologia de l'edat del bronze d'Harappa, a la vall de l'Indus, i amb la metrologia egípcia.